# پرچم میشیگان
پرچم میشیگان در ۲۶ ژوئن ۱۹۱۱ پذیرفته شد.